# Лаутен, Рольф Андреас
Рольф А́ндреас Ла́утен (норв. Rolf Andreas Lauten) — норвежский кёрлингист.
В составе мужской сборной Норвегии участник чемпионата мира 1998 и чемпионата Европы 1997. Чемпион Норвегии среди мужчин (1998).

## Достижения
- Чемпионат Норвегии по кёрлингу среди мужчин: золото (1998).

## Команды
| Сезон   | Четвёртый     | Третий             | Второй        | Первый             | Запасной             | Турниры                      |
| ------- | ------------- | ------------------ | ------------- | ------------------ | -------------------- | ---------------------------- |
| 1997—98 | Томас Ульсруд | Йохан Хёстмелинген | Томас Дуэ     | Торгер Нергор      | Рольф Андреас Лаутен | ЧЕ 1997 (7 место)            |
| 1997—98 | Томас Ульсруд | Томас Дуэ          | Торгер Нергор | Йохан Хёстмелинген | Рольф Андреас Лаутен | ЧНМ 1998 · ЧМ 1998 (5 место) |

(скипы выделены полужирным шрифтом)